# Lophochernes frater
Lophochernes frater är en spindeldjursart som beskrevs av Beier 1944. Lophochernes frater ingår i släktet Lophochernes och familjen tvåögonklokrypare. Inga underarter finns listade i Catalogue of Life.